# Intervista sul fascismo
Intervista sul fascismo è una conversazione di Renzo De Felice edita da Laterza nel 1975, nella quale lo storico italiano espone in forma divulgativa le sue tesi storiografiche con lo studioso statunitense Michael Ledeen, allievo del noto storico del nazismo George Mosse. Negli anni Settanta, il testo fu oggetto di una delle maggiori controversie storiografiche italiane del Dopoguerra, attirando gli strali dell'intellighentzia di sinistra che tacciava allora De Felice di "revisionismo". 

## Reazioni
Nel suo discorso De Felice si distaccava dalla tradizionale interpretazione marxista, che identificava strettamente il fascismo con la reazione, per distinguere un "fascismo-movimento", espressione dei ceti medi emergenti e portatore di forti istanze di rinnovamento, da un "fascismo-regime", prodotto dei compromessi con i poteri tradizionali. Il libro fu accolto negativamente dal mondo accademico, soprattutto da quello legato alla sinistra, animando una polemica che – a differenza delle precedenti, rimaste limitate agli ambienti culturali – raggiunse il grande pubblico attraverso la stampa nazionale. In particolare, critiche al libro giunsero da Leo Valiani e Nicola Tranfaglia. Quest'ultimo scrisse per Il Giorno un articolo intitolato La pugnalata dello storico, in cui accusava De Felice di creare «guasti assai gravi» tra i giovani, dichiarando:
Anni dopo, Tranfaglia prese le distanze dal titolo dell'articolo, attribuendolo all'iniziativa del direttore de Il Giorno Gaetano Afeltra.
La difesa di De Felice fu assunta da Rosario Romeo, che – ritenendo naturale che la storiografia sul fascismo superasse «l'unilateralità e l'esclusivismo dei protagonisti, tesi anzitutto ad assicurare il trionfo della propria causa e del proprio ideale» – definì De Felice «lo studioso che più di ogni altro ha contribuito a realizzare questi progressi», e accusò i suoi detrattori di aver avuto
Tra i politici, il socialista Lelio Basso parlò di «riabilitazione politica del fascismo», mentre a difendere De Felice fu il comunista Giorgio Amendola, che intervenne con un editoriale su l'Unità, in cui – pur dichiarando di non condividere l'interpretazione dello storico reatino mantenendosi fedele a quella marxista – prese nettamente le distanze dalle «reazioni indignate e moralmente esasperate», sostenendo che fosse «necessaria, piuttosto, una confutazione delle sue tesi». Inoltre affermò:
L'intervento di Amendola non bastò a moderare il dibattito. Angelo d'Orsi scrisse per il Quotidiano dei lavoratori, organo di stampa della formazione della sinistra extraparlamentare Avanguardia operaia, un articolo dal titolo Le tesi di De Felice sul fascismo sono l'espressione di una parabola di destra, nel quale incolpò l'intervista di «apologia» del regime.
Luigi Firpo intervenne nel dibattito contestando agli oppositori di De Felice «una certa suscettibilità irata, una latente intolleranza. [...] i cipigli inquisitori, le denunce per apologia di reato, le "pugnalate" alla democrazia di cui lo storico si sarebbe reso colpevole: questi, e altri atteggiamenti similari, rischiano di scadere nel fascismo latente, sembrano appelli alla costituzione di nuovi tribunali speciali e candidature ad assumerne la presidenza». In merito ai contenuti Firpo ritenne corretta la distinzione all'interno del fascismo tra il movimento e il regime.
Le polemiche coinvolsero anche uno degli allievi di De Felice, Emilio Gentile, che lo stesso anno aveva pubblicato sempre per Laterza il saggio Le origini dell'ideologia fascista, la prima opera in Italia a riconoscere l'esistenza di un'ideologia fascista, allora negata o ammessa solo a patto di individuarne «i tratti non nel positivo, ma [...] nel negativo, nell'essere "contro" qualche cosa, nel porsi come antitesi della democrazia e del socialismo». Lo storico Gianpasquale Santomassimo ne scrisse una recensione negativa su l'Unità in cui, oltre a criticare Gentile e De Felice, rimproverava a «certe case editrici» di «consent[ire] a questa storiografia di produrre non lievi ombreggiature sul loro blasone antifascista». Guido Quazza parlò invece di «storiografia che attraverso il filologismo interessato e l'empirismo obiettivistico finisce sostanzialmente alla riabilitazione del fascismo, quando, come nel caso di Emilio Gentile, non arriva addirittura ad attaccarlo "da destra"».

## La pubblicazione e le elezioni regionali del 1975
La pubblicazione dell'Intervista avvenne nel 1975, in quello che è considerato il «momento del massimo successo – elettorale e culturale – delle sinistre», in quanto la situazione politica lasciava ipotizzare il "sorpasso" del Partito Comunista Italiano sulla Democrazia Cristiana nei consensi elettorali. Nel 1997 Michael Ledeen dichiarò che l'editore Vito Laterza aveva tenuto il libro in magazzino per diverse settimane in attesa di conoscere i risultati delle elezioni regionali del giugno 1975 – che secondo i pronostici avrebbero visto il PCI affermarsi come primo partito italiano, fatto che poi non si verificò – temendo la reazione degli intellettuali di sinistra. Laterza negò decisamente ogni condizionamento politico e affermò che il ritardo nell'uscita del volume era stato causato dall'esigenza di migliorare la carente esposizione in italiano di Ledeen. Nel 2005 quest'ultimo ribadì la sua versione dicendo che Laterza aveva deciso di attendere l'esito delle elezioni con il consenso degli autori. Sergio Luzzatto ipotizzò invece che il libro fosse stato pubblicato in quel preciso momento storico-politico volutamente e proprio dietro l'influenza dello studioso statunitense, alludendo a suoi presunti legami con la CIA o altri servizi. In replica, Ledeen definì Luzzatto «un dietrologista da manuale», sostenendo non solo di non aver mai lavorato per la CIA, ma di aver sempre avuto con questa «pessimi rapporti».

## Edizioni
- Intervista sul fascismo, a cura di Michael Ledeen, introduzione di Giovanni Belardelli, Roma-Bari, Laterza, 1997  [1975], ISBN 88-420-5371-6.